# Франклин (округ, Миссури)
Округ Франклин (англ. Franklin County) — округ штата Миссури, США. Население округа на 2009 год составляло 101 263 человека. Административный центр округа — город Юнион.

## История
Округ Франклин основан в 1818 году.

## География
Округ занимает площадь 2388 км2.

## Демография
Согласно оценке Бюро переписи населения США, в округе Франклин в 2009 году проживало 101 263 человека. Плотность населения составляла 42.4 человек на квадратный километр.